# Friedrich-Wilhelm Graefe zu Baringdorf
Friedrich-Wilhelm Graefe zu Baringdorf (ur. 29 listopada 1942 w Spenge) – niemiecki rolnik i polityk, od 1984 do 1987 i od 1989 do 2009 deputowany do Parlamentu Europejskiego II, III, IV, V i VI kadencji.

## Życiorys
W 1968 uzyskał dyplom wykwalifikowanego rolnika. W latach 1971–1975 studiował pedagogikę. Obronił pracę doktorską z dziedziny rolnictwa pod tytułem Arbeitserziehung und Sozialisation junger Bauern. W 1980 znalazł się wśród członków założycieli organizacji rolniczej Arbeitsgemeinschaft bäuerliche Landwirtschaft, promującej ekologiczne gospodarstwa rolne. Został przewodniczącym tej organizacji, zajął się prowadzeniem gospodarstwa rolnego w Westfalii.
W 1984 został wybrany z listy Zielonych do Parlamentu Europejskiego. Mandat wykonywał do 1987. Ponowny wybór z ramienia swojego ugrupowania uzyskiwał w latach 1989, 1994, 1999 i 2004. Był wiceprzewodniczącym i przewodniczącym komisji zajmujących się sprawami rolnictwa.